# Bags’ Groove
Bags’ Groove ist eine Komposition von Milt Jackson aus dem Jahr 1952, die rasch zu einem Jazzstandard wurde. Bags war der Spitzname von Jackson, der angeblich auf die Tränensäcke (engl. eye bags) unter seinen Augen zurückgeht.

## Charakteristik der Komposition
Bags’ Groove ist ein moll-artiges Riff-Thema in Blues-Form und mäßig schnellem Tempo. Das Thema beginnt mit einer Phrase in f-moll mit einem einleitenden Quintsprung, die zweimal wiederholt wird. Martin Williams zufolge mutet es zugleich „erdig, traditionell und modern“ an.

## Frühe Einspielungen
Jackson spielte den Titel am 7. April 1952 mit seinem Quintett ein, zu dem neben seinen Kollegen aus dem Modern Jazz Quartet noch Saxophonist Lou Donaldson gehörte. Bags’ Groove wurde zunächst als Single veröffentlicht. Mit dem Modern Jazz Quartet nahm er das Stück 1956 für das gleichnamige Atlantic-Album auf. Der Titel gehörte da schon mehrere Jahre zum Repertoire der Gruppe; er diente jahrzehntelang als Zugabe in den Konzerten dieses Ensembles.
Bereits 1953 coverte Bud Powell Bags’ Groove, das 1954 auch von Howard Rumsey eingespielt wurde. „In diesen ersten Einspielungen steht das Kopfthema mit den Terzparallelen noch im Vordergrund,“ das in späteren Interpretationen keine Rolle mehr spielte.
Die bekannteste Aufnahme stammt von Miles Davis. Der Titel befindet sich auf dem Album Bags’ Groove, das bei Prestige erschien. Dabei reduzierte Davis das Thema, indem er das erste Motiv nur in einer einfacheren Variation intonierte und schuf ein Solo von einer großen  „Offenheit, in der Sound, Form und Ausdruck eine neue Dimension bilden.“ Auch Monks Solo gilt als „brillantes Beispiel, für die seltene Kunst, mit einfachen Mitteln (Motivkerne, Pausen, rhythmische Verschiebungen) einen großen Spannungsbogen zu schaffen.“

## Weg zum Jazzstandard
Bags’ Groove setzte sich rasch im Modern Jazz durch. Innerhalb weniger Jahre machten es Musiker wie Bobby Jaspar (1955), J. J. Johnson und Kai Winding (1957), Gerry Mulligan (1957) und Hank Mobley (1957) zum Klassiker; im selben Jahr erschien auch die Aufnahme von Davis. Weitere Versionen existieren u. a. von Toshiko Akiyoshi, Ray Bryant (1959), Ron Carter und Jim Hall, Jimmy Forrest (1960), Hampton Hawes, Shelly Manne, Horace Parlan, Duke Pearson (1962), Oscar Peterson (1962) und Mal Waldron. 1992, zum vierzigjährigen Jubiläum, sorgten Bobby McFerrin und Take Six für eine (textfreie) Gesangsversion.